# Serap Çileli

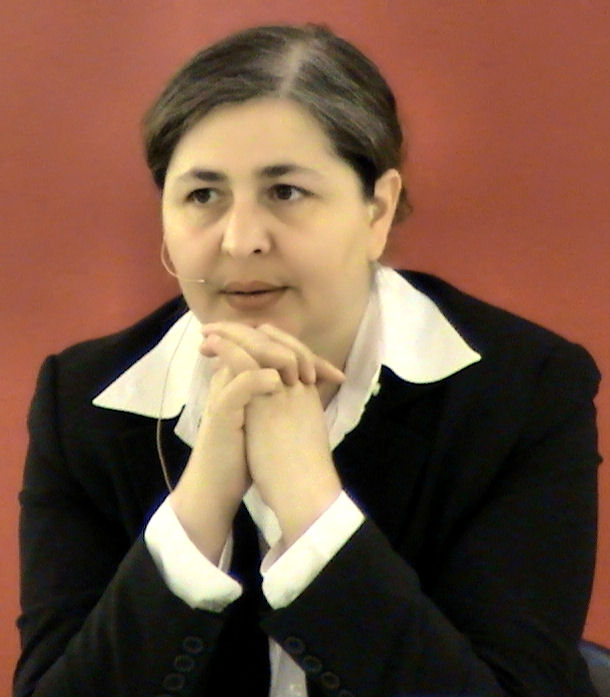
Serap Çileli, 2009

Serap Çileli (* 29. Januar 1966 in Mersin, Türkei) ist eine deutsche Publizistin und Menschenrechtlerin. Sie ist bekannt für ihren Einsatz gegen die Tolerierung von Menschenrechtsverletzungen bei muslimisch-orthodoxen Einwanderern.

## Leben
In ihrer Autobiografie „Wir sind Eure Töchter, nicht Eure Ehre“ (Ersterscheinung 1999) beschreibt Serap Çileli ihre Lebensgeschichte als Gastarbeiterkind der ersten Generation. Ende der 1960er-Jahre kamen ihre Eltern nach Deutschland, wohin sie Serap Çileli und ihre fünf Geschwister 1974 nachholten. Hier beendete sie ihre Schulzeit. Mit zwölf Jahren (1978) wurde sie zwangsverlobt mit einem ihr unbekannten Mann, den ihre Eltern ausgesucht hatten. Nur durch einen Selbstmordversuch entging sie zunächst diesem Schicksal. Mit 15 Jahren verlobten ihre Eltern sie erneut mit einem zehn Jahre älteren Mann und brachten sie in die Türkei. Erst nach sieben Jahren erreichte sie die Einwilligung der Eltern zu einer Scheidung der ungewollten und unglücklichen Ehe. Seitdem war sie unter der ständigen Kontrolle der Eltern, die bereits 1992 eine erneute Zwangsverlobung planten. Als sie dies erfuhr, beschloss Serap Çileli, aus der elterlichen Fremdbestimmung auszubrechen, und floh mit ihren zwei Kindern in ein Frauenhaus. Heute lebt Çileli mit dem Mann ihrer Wahl und ihren Kindern in Deutschland. Sie ist alevitischer Konfession.

## Engagement
Seit über zehn Jahren setzt sie sich für die Rechte der muslimischen Frauen ein. Mit ihrer Aufklärungsarbeit kämpft Serap Çileli um die Aufmerksamkeit der Öffentlichkeit für dieses Problem. Heute ist sie zu einer gefragten Expertin und Ratgeberin für andere türkische Frauen in Not geworden. Ihr Tätigkeitsschwerpunkt liegt in der Aufklärung über sogenannte Ehrenmorde und Zwangsheiraten. Nach eigenen Angaben betreute Serap Çileli über 300 Mädchen und Jungen, die von häuslicher Gewalt, Zwangsheirat und Ehrenmord bedroht waren:

„Über 300 Frauen und Mädchen (90 % Türkinnen der 3. Generation) im Alter von zwölf bis 49 Jahren und 28 junge türkische Männer im Alter von 16 bis 48 Jahren. Das Durchschnittsalter der Frauen liegt zwischen 16 und 21 Jahren. Die Mehrzahl der von mir betreuten Fälle berührt die Themen Zwangsheirat und »Wiederherstellung der Jungfräulichkeit«, aber es wendeten sich auch etwa 40 Inzestopfer an mich. Mehr als die Hälfte der Hilfesuchenden hatten bereits einmal einen Suizidversuch unternommen.“

Für ihr langjähriges und außergewöhnliches Engagement wurde Serap Çileli 2005 mit dem Bundesverdienstkreuz ausgezeichnet und zählt damit zu den jüngsten Trägerinnen dieser Ehrung in der deutschen Geschichte. Im Oktober 2009 erhielt sie den mit 10.000 Euro dotierten Elisabeth-Selbert-Preis des Landes Hessen in Wiesbaden.

## peri e. V.
Auf Initiative Serap Çilelis hin wurde 2008 der Verein peri – Verein für Menschenrechte und Integration e. V. gegründet. Die Hauptarbeit des Vereins liegt in der Förderung von Integration und dem Schutz der Menschenrechte. Der Verein organisiert und leistet unter anderem auch Fluchthilfe und kümmert sich um die Opfer häuslicher Gewalt in Migrationsfamilien sowie um Fälle, in denen die Jungen und Mädchen von Zwangsheirat und/oder Ehrenmord bedroht werden.
Peri begleitet einige Gerichtsprozesse mit einer eigenen Gerichtsreporterin; Die Berichte sind auf der Internetseite des Vereins veröffentlicht. Inzwischen (Stand März 2014) begleitete er drei Ehrenmord-Prozesse und einen Mordkomplott-Prozess:
- den gegen die Mörder (die Geschwister und den Vater) der 2011 erschossenen deutsch-kurdischen Jesidin Arzu Özmen
- den „Ehrenmord“ an der 20-jährigen Iphetal Z. durch ihren Cousin Ezzedin (im Januar 2010 zu 14 Jahren Haft verurteilt)[4]
- den Mordkomplott-Prozess, der von November 2013 bis Januar vor dem Landgericht Wuppertal verhandelt wurde[5]
- den Prozess gegen Isa Sh. Dieser 23-jährige Deutsch-Afghane (in Deutschland aufgewachsen und Student) erstach am 15. Februar 2013 hinterrücks seine von ihm schwangere Ex-Freundin Jolin S. Im März 2014 verurteilte das Landgericht Wiesbaden ihn zu einer lebenslangen Freiheitsstrafe. Die Staatsanwaltschaft forderte, eine „besondere Schwere der Schuld“ festzustellen (auch um eine Haftentlassung auf Bewährung nach 15 Jahren unmöglich zu machen); dies tat der Richter nicht.[6][7]

## Kritik
Durch ihre Arbeit ist Serap Çileli mit heftiger Kritik aus muslimischen Kreisen konfrontiert, von wo sie fast täglich Beschimpfungen unter anderem als „Verräterin“ und „Nestbeschmutzerin“ erreichen. Auflagenstarke türkische Boulevardzeitungen kritisierten Frauenrechtlerinnen wie Serap Çileli und Necla Kelek immer wieder.

### Hürriyet-Kampagne 2005
2005 veröffentlichte die türkische Boulevardzeitung Hürriyet einen Artikel mit dem Hochzeitsfoto der Zwangsheirat Serap Çilelis und bezeichnete ihre biografische Eigendarstellung als Lüge. Serap Çileli kommentierte zur Veröffentlichung der Aufnahmen:

„Beide Fotos wurden von einem Fotografen gemacht, der einen ja ständig aufgefordert hat, zu lachen, zu lächeln und auch freundlich zu wirken. Wie es innerlich in mir ging, dass ich innerlich geweint hatte, dass ich innerlich gelitten habe, hat niemanden interessiert.“

### Kontroverse im Fall Kardelen 2009
Am 15. Januar 2009 wurde die Leiche der erst achtjährigen Kardelen K. am Möhnesee entdeckt, die in Paderborn von Ali K. sexuell missbraucht und erstickt worden war. Ali K. wurde zu einer lebenslangen Freiheitsstrafe verurteilt.
Serap Çileli äußerte öffentlich die vorsichtige Vermutung, der Täter könne auch ein Türke sein (was sich später als zutreffend herausstellte); die türkischen Zeitungen Hürriyet, Sabah und Zaman nahmen dies zum Anlass, sie heftig zu kritisieren. Die türkischstämmige Autorin Hatice Akyün hat Çileli vorgeworfen, sie benutze die Tat dazu, das Misstrauen zwischen Türken und Deutschen zu vergrößern. Zu den Vorwürfen hat Serap Çileli zum ersten Mal bei Johannes B. Kerner (Thema „Integration und Missverständnisse“) am 5. Februar 2009 kurz reagiert.
In einem Interview mit der FAZ vom 9. Februar 2009 äußerte sie sich ausführlich zu den Geschehnissen:

„Meine Formulierungen sind nicht auf das Schicksal von Kardelen K. und ihrer Familie ausgerichtet gewesen. Wir wissen vielmehr aus wissenschaftlichen Untersuchungen, dass Vergewaltiger und Sexualmörder überwiegend Männer aus dem sozialen Umfeld der Mädchen sind. [...] Ich bin wirklich froh, dass es nun einen Tatverdächtigen gibt, gleichgültig, welche Nationalität er besitzt. [...] Ich würde gerne den scheinintegrierten türkischen Bildungsbürgern und den türkischen Medien sagen, dass man in einer Demokratie auch abweichende Sichtweisen ertragen muss und sich nicht dauernd empört geben kann. Das gehört zur Meinungsfreiheit dazu.“

## Werke
- 2008: Eure Ehre – unser Leid. Ich kämpfe gegen Zwangsehe und Ehrenmord. Mit einem Vorwort von Matthias Platzeck und einem Nachwort von Terre des Femmes. Blanvalet, München, ISBN 978-3-7645-0301-7
- 2006: Wir sind eure Töchter, nicht eure Ehre. Blanvalet, München, ISBN 978-3-442-36521-0
- 2005: Vorwort im Buch Mich hat keiner gefragt. München, ISBN 3-7645-0211-8
- 2002: Biz sizin kızlarınızız, sizin namusunuz değil. (Wir sind eure Töchter, nicht eure Ehre.) Neuthor, Michelstadt, ISBN 3-88758-082-6
- 2001: Serap: Wir sind eure Töchter, nicht eure Ehre!. In Blindenschrift (Brailleschrift). Zu bestellen bei der Deutschen Blindenstudienanstalt e. V., Bestell-Nr.: 4132
- 1999: Wir sind eure Töchter, nicht eure Ehre. Neuthor, Michelstadt, ISBN 3-88758-081-8

### Artikel
- 2011: Muslim Women Between Emancipation and Self-Denial, in: Robertson-von Trotha, Caroline Y. (Hrsg.): Europe: Insights from the Outside (= Kulturwissenschaft interdisziplinär/Interdisciplinary Studies on Culture and Society, Bd. 5), Nomos, Baden-Baden, ISBN 978-3-8329-5583-0

## Auszeichnungen
- 2019: Centennial Anniversary Award for Excellent Person/Organization von Zonta International[16]
- 2009: aequitas-Sonderpreis 2009 des Saarlandes
- 2009: Elisabeth-Selbert-Preis 2009 der Hessischen Landesregierung
- 2008: Barbara-Künkelin-Preis der Stadt Schorndorf
- 2008: Olympe-de-Gouges-Preis 2008 der ASF Frankfurt und ASF Hessen-Süd
- 2007: Orden Bul le Mérite des Bundes Deutscher Kriminalbeamter (BDK)
- 2006: Ludwig-Beck-Preis für Zivilcourage der Landeshauptstadt Wiesbaden
- 2005: Bundesverdienstkreuz am Bande

## Filmografie (Auswahl)
- 2012: Aeschbacher – Bittersüss. SRF 1. Erstausstrahlung: 6. Dezember 2012
- 2011: West.ART Talk – Die Parallelklasse. WDR. Erstausstrahlung: 13. November 2011
- 2010: Kerner – Wie gefährlich ist der Islam?. Sat.1. Erstausstrahlung: 14. Oktober 2010
- 2009: Johannes B. Kerner – Integration und Missverständnisse. ZDF. Erstausstrahlung: 5. Februar 2009
- 2008: Nachtcafé – Kebab, Kopftuch, Koran – Wie muslimisch wird Deutschland?. SWR. Erstausstrahlung: 21. November 2008
- 2008: Hart aber fair – Deutsch ist, wenn's vom Kirchturm läutet – Wie angepasst müssen Zuwanderer sein?. ARD. Erstausstrahlung: 3. September 2008
- 2006: Berliner PHOENIX Runde – Nach der Papst-Rede – Droht ein Krieg der Kulturen?. Phoenix. Erstausstrahlung: 20. September 2006
- 2006: Hart aber fair – TÜV für Ausländer – wie viel Anpassung darf Deutschland verlangen?. WDR. Erstausstrahlung: 25. Januar 2006
- 2005: Menschen bei Maischberger – Frauen in Gefahr. ARD. Erstausstrahlung: 22. Februar 2005
- 2003: Nachtcafé – Anders sein. SWR. Erstausstrahlung: 28. November 2003
- 2003: Boulevard Bio – Endlich unabhängig. ARD. Erstausstrahlung: 14. Januar 2003
- 1999: 37°- Dokumentarfilm: Seraps Ehre – Eine Türkin kämpft um ihre Liebe. ZDF. Erstausstrahlung: 12. Oktober 1999

## Zitate
- „Zwangsverheiratung ist Vergewaltigung auf Lebensdauer.“[17]
- „Toleranz tötet muslimische Frauen!“[18]